# Bischofskollegium

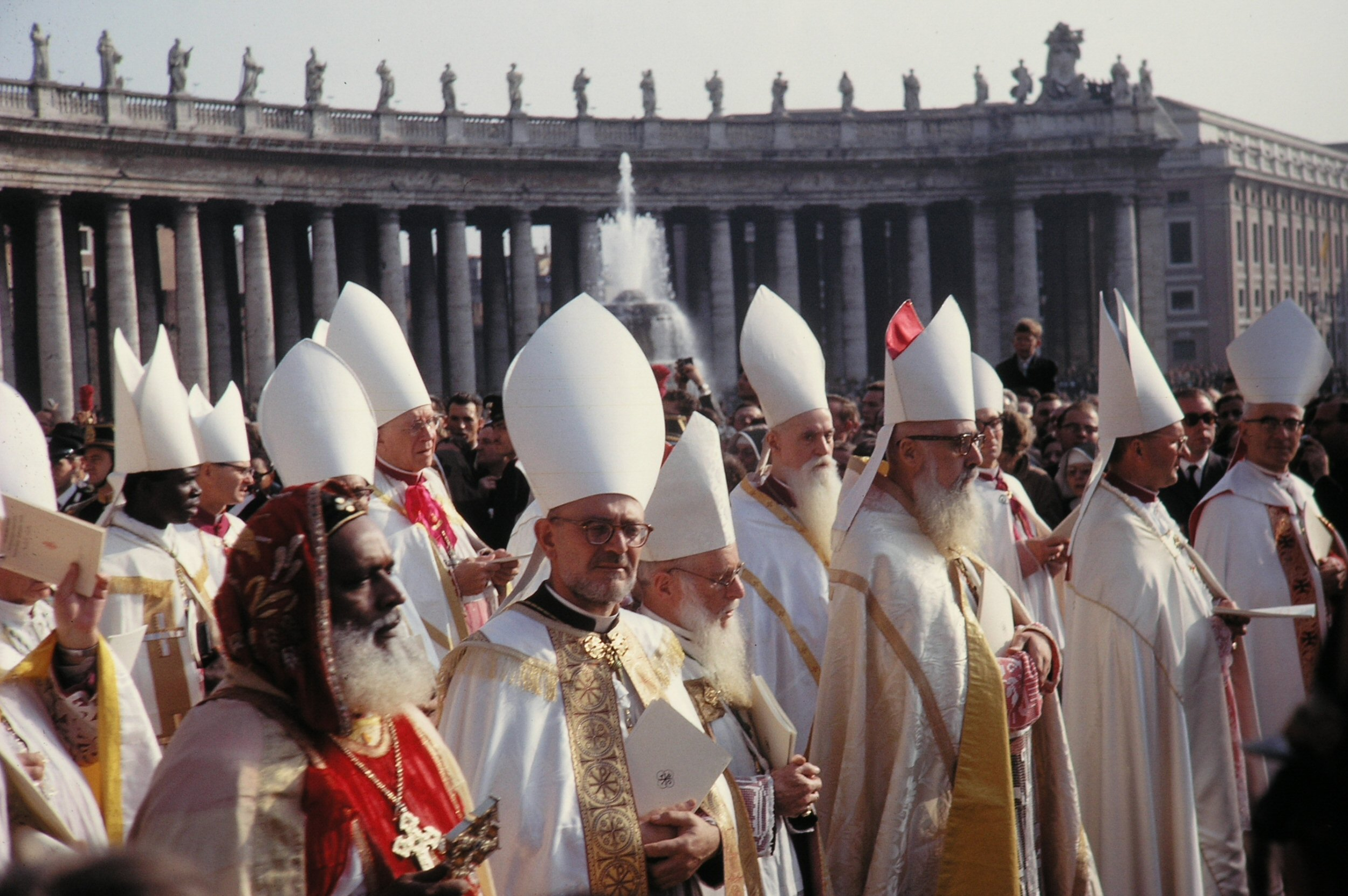
Konzilsväter, versammelt während des Zweiten Vatikanums (1961) auf dem Petersplatz.

Bischofskollegium (lateinisch Collegium episcorum, Corpus episcoporum oder Ordo episcoporum) ist ein Begriff, der in der katholischen Kirche verwendet wird, um die Gesamtheit der Bischöfe zu bezeichnen, die in Gemeinschaft mit dem Papst stehen. Nach dem Kirchenrecht ist ein Kollegium eine Gruppe (lateinisch collegium) von Personen, die zu einem gemeinsamen Zweck zusammengeschlossen sind und eine Körperschaft (corpus) bilden. Der Bischof von Rom, der Papst, ist das Oberhaupt des Bischofskollegiums.

## Stellung und Autorität des Bischofskollegiums
In der katholischen Lehre ist das Bischofskollegium der Nachfolger des Kollegiums der Apostel. Im Laufe des zweiten Jahrtausends setzten Päpste, Kanonisten und Theologen ein vor allem juristisches Verständnis von Kollegialität durch, dessen Angelpunkt seit dem Ersten Vatikanischen Konzil 1869/1870 der päpstliche Primat war.
Während die einzelnen Mitglieder des Bischofskollegiums jeweils unmittelbar für die Seelsorge und Leitung ihrer eigenen Teilkirche verantwortlich sind, hat das Kollegium als Ganzes die volle oberste Gewalt über die gesamte Kirche:

„In dem Bischofskollegium, dessen Haupt der Papst ist und dessen Glieder kraft der sakramentalen Weihe und der hierarchischen Gemeinschaft mit dem Haupt und den Gliedern des Kollegiums die Bischöfe sind, dauert die apostolische Körperschaft immerzu fort; es ist zusammen mit seinem Haupt und niemals ohne dieses Haupt ebenfalls Träger höchster und voller Gewalt in Hinblick auf die Gesamtkirche.“

Das Kollegium übt diese höchste und umfassende Macht in feierlicher Weise auf einem ökumenischen Konzil aus, aber auch durch gemeinsames Handeln, selbst wenn es nicht an einem Ort versammelt ist.
Nach dem Kirchenrecht obliegt es dem Papst, die Art und Weise auszuwählen und zu fördern, in der die Bischöfe kollegial handeln sollen, etwa in einem ökumenischen Konzil, und es obliegt ihm, ein solches Konzil einzuberufen, ihm vorzustehen (persönlich oder durch seine Delegierten), es zu verlegen, auszusetzen oder aufzulösen und seine Dekrete zu billigen. Die katholische Kirche lehrt, dass das Bischofskollegium, das auf einem Konzil versammelt ist oder vom Papst vertreten wird, eine geoffenbarte Wahrheit lehren kann, die als absolut und endgültig (unfehlbar) zu gelten hat.
Das Verhältnis zwischen dem Bischofskollegium und den einzelnen Bischöfen und insbesondere dem Bischof von Rom hat keine säkulare Entsprechung, und seine praktischen Konsequenzen lassen sich nicht aus säkularen Modellen wie den verschiedenen Formen der Leitung eines Staates oder eines Unternehmens ableiten.
Die Lehre von der Kollegialität der Bischöfe als Körperschaft wurde vom Zweiten Vatikanischen Konzil verkündet, das die verschiedenen Elemente, die die Kirche ausmachen, integrieren wollte, sowohl die mystischen als auch die institutionellen, den Primat und den Episkopat, das Volk Gottes und die Hierarchie.

## Bischofskollegium nach dem Zweiten Vatikanischen Konzil
Das Zweite Vatikanische Konzil hat die Lehre von der Kollegialität der Bischöfe wie folgt formuliert:

„Wie nach der Verfügung des Herrn der heilige Petrus und die übrigen Apostel ein einziges apostolisches Kollegium bilden, so sind in entsprechender Weise der Bischof von Rom, der Nachfolger Petri, und die Bischöfe, die Nachfolger der Apostel, untereinander verbunden. Schon die uralte Disziplin, daß die auf dem ganzen Erdkreis bestellten Bischöfe untereinander und mit dem Bischof von Rom im Bande der Einheit, der Liebe und des Friedens Gemeinschaft hielten (59), desgleichen das Zusammentreten von Konzilien (60) zur gemeinsamen Regelung gerade der wichtigeren Angelegenheiten (61) in einem durch die Überlegung vieler abgewogenen Spruch (62) weisen auf die kollegiale Natur und Beschaffenheit des Episkopates hin. Diese beweisen die im Lauf der Jahrhunderte gefeierten ökumenischen Konzilien. Darauf deutet aber auch schon der früh eingeführte Brauch hin, mehrere Bischöfe zur Teilnahme an der Erhebung eines Neuerwählten zum hohenpriesterlichen Dienstamt beizuziehen. Glied der Körperschaft der Bischöfe wird man durch die sakramentale Weihe und die hierarchische Gemeinschaft mit Haupt und Gliedern des Kollegiums.
Das Kollegium oder die Körperschaft der Bischöfe hat aber nur Autorität, wenn das Kollegium verstanden wird in Gemeinschaft mit dem Bischof von Rom, dem Nachfolger Petri, als seinem Haupt, und unbeschadet dessen primatialer Gewalt über alle Hirten und Gläubigen. Der Bischof von Rom hat nämlich kraft seines Amtes als Stellvertreter Christi und Hirt der ganzen Kirche volle, höchste und universale Gewalt über die Kirche und kann sie immer frei ausüben. Die Ordnung der Bischöfe aber, die dem Kollegium der Apostel im Lehr- und Hirtenamt nachfolgt, ja, in welcher die Körperschaft der Apostel immerfort weiter besteht, ist gemeinsam mit ihrem Haupt, dem Bischof von Rom, und niemals ohne dieses Haupt, gleichfalls Träger der höchsten und vollen Gewalt über die ganze Kirche (63). Diese Gewalt kann nur unter Zustimmung des Bischofs von Rom ausgeübt werden. Der Herr hat allein Simon zum Fels und Schlüsselträger der Kirche bestellt (vgl. Mt 16,18-19) und ihn als Hirten seiner ganzen Herde eingesetzt (vgl. Joh 21,15 ff). Es steht aber fest, daß jenes Binde- und Löseamt, welches dem Petrus verliehen wurde (Mt 16,19), auch dem mit seinem Haupt verbundenen Apostelkollegium zugeteilt worden ist (Mt 18,18; 28,16-20) (64). Insofern dieses Kollegium aus vielen zusammengesetzt ist, stellt es die Vielfalt und Universalität des Gottesvolkes, insofern es unter einem Haupt versammelt ist, die Einheit der Herde Christi dar. In diesem Kollegium wirken die Bischöfe, unter treuer Wahrung des primatialen Vorrangs ihres Hauptes, in eigener Vollmacht zum Besten ihrer Gläubigen, ja der ganzen Kirche, deren organische Struktur und Eintracht der Heilige Geist immerfort stärkt. Die höchste Gewalt über die ganze Kirche, die dieses Kollegium besitzt, wird in feierlicher Weise im ökumenischen Konzil ausgeübt. Ein ökumenisches Konzil gibt es nur, wenn es vom Nachfolger Petri als solches bestätigt oder wenigstens angenommen wird; der Bischof von Rom hat das Vorrecht, diese Konzilien zu berufen, auf ihnen den Vorsitz zu führen und sie zu bestätigen (65). Die gleiche kollegiale Gewalt kann gemeinsam mit dem Papst von den in aller Welt lebenden Bischöfen ausgeübt werden, wofern nur das Haupt des Kollegiums sie zu einer kollegialen Handlung ruft oder wenigstens die gemeinsame Handlung der räumlich getrennten Bischöfe billigt oder frei annimmt, so daß ein eigentlich kollegialer Akt zustande kommt.“

## Ökumene
Im evangelisch-katholischen ökumenischen Dialog werden katholischerseits die Kollegialität, evangelischerseits die Synodalität des Bischofsamtes in Ansatz gebracht. Doch während

„die Synodalität eine demokratische Ausübung des Amtes favorisiert, bezeichnet die Kollegialität zunächst das historisch-sakramentale Kontinuum von der Gemeinschaft der Apostel mit der Gemeinschaft der gegenwärtigen Bischöfe. Beide Ansätze scheinen völlig aneinander vorbeizugehen.“

Eine weitgehende Übereinstimmung über die Kollegialität besteht jedoch partikular im evangelisch-katholischen Dialog in Finnland. In einem gemeinsamen Dokument aus dem Jahr 2017 stellte man dort in Übereinstimmung fest, dass die apostolische Sukzession „die Bischöfe in das episkopale Kollegium integriert.“
Auf orthodoxer Seite wird im katholisch-orthodoxen Dialog die neue Betonung der Kollegialität auf dem Zweiten Vatikanischen Konzil als positive Entwicklung gewertet.